# Fayette, Iowa
Fayette là một thành phố thuộc quận Fayette, tiểu bang Iowa, Hoa Kỳ. Năm 2010, dân số của thành phố này là 1338 người.

## Dân số
Dân số qua các năm:
- Năm 2000: 1300 người.
- Năm 2010: 1338 người.